# Fabienne Humm
Fabienne Humm, née le 20 décembre 1986, est une footballeuse internationale suisse. Elle évolue au poste de milieu de terrain.

## Biographie
Fabienne Humm grandit en Argovie, où elle vit depuis lors. Elle commence à jouer au football au FC Windisch.

### En club
Humm s'engage avec le FC Zurich en 2009.
En 2014, elle ouvre le score face à Glasgow City en huitièmes de finale aller de Ligue des champions.
En seizièmes de finale de la Ligue des champions 2018-2019, elle inscrit un triplé face aux Finlandaises du Honka Espoo et qualifie Zurich pour les huitièmes. Les Suissesses sont ensuite éliminées par le Bayern.
Elle marque un doublé lors d'un derby face à GC en finale de la coupe de Suisse 2022 (victoire 4-1 du FCZ).
En 2021-2022, elle inscrit 14 buts en championnat pendant la saison régulière, dont un quintuplé contre le FC Bâle, puis deux buts en play-offs, dont le but égalisateur lors de la finale face au Servette, que le FCZ remportera aux tirs au but. Elle est nommée meilleure joueuse de la saison. 
Elle marque à nouveau en finale du championnat 2022-2023, toujours face au Servette (victoire 3-0). En Ligue des champions 2022-2023, elle marque un triplé contre Sarajevo en qualifications. En phase de groupes, elle inscrit le but zurichois sur penalty lors de la déroute sur le terrain d'Arsenal (défaite 9-1).
Elle met un terme à sa carrière à l'issue de la saison 2023-2024.

### En sélection
Avec la Nati, Humm participe aux coupes du monde de 2015 et 2023 ainsi qu'aux Euros de 2017 et 2022.
Le 12 juin 2015, elle marque un triplé en 274 secondes face à l'Équateur, battant le record du triplé le plus rapide en coupe du monde, dépassant également le record masculin de László Kiss en 1982.
Après l'Euro 2017, elle prend sa retraite internationale, mais revient finalement sur sa décision pour les qualifications à la coupe du monde 2023. En barrages face au Pays de Galles, elle entre en jeu pendant les prolongations et marque le but de la victoire dans le temps additionnel, qualifiant la Suisse pour la phase finale de la compétition,.

### Hors du football
Durant toute sa carrière de footballeuse, Fabienne Humm travaille à temps plein pour une entreprise de logistique. Elle joue avec la sélection suisse sur ses congés et commence ses journées à 6h pour pouvoir aller aux entraînements du FC Zurich. Selon elle, son travail lui permet de mieux jouer au football.

## Palmarès

### En club
FC Zürich
- Championnat de Suisse (10) :
  - Championne en 2010, 2012, 2013, 2014, 2015, 2016, 2018, 2019, 2022, 2023
- Coupe de Suisse (7) :
  - Vainqueure en 2012, 2013, 2015, 2016, 2018, 2019, 2022

### En équipe nationale
Suisse
- Tournoi de Chypre (1) :
  - Vainqueure en 2017